# Sebastian Schmidt (Politiker)
Sebastian Schmidt (* 8. August 1993 in Oldenburg in Holstein) ist ein deutscher Politiker der CDU und seit 2025 Mitglied des Deutschen Bundestages.

## Leben
Schmidt absolvierte eine Ausbildung zum staatlich geprüften Betriebswirt. Er war bis zu seinem Einzug in den Deutschen Bundestag 2025 als Bankkaufmann tätig. Er ist verheiratet und hat ein Kind.
Sebastian Schmidt ist Mitglied der überparteilichen Europa-Union Deutschland, die sich für ein föderales Europa und den europäischen Einigungsprozess einsetzt.

## Politische Laufbahn
2013 bis 2023 war Schmidt Stadtverordneter der Stadt Neustadt in Holstein; 2018 bis 2023 war er CDU-Fraktionsvorsitzender in der Stadtverordnetenversammlung. Bei der Bundestagswahl 2025 gelang ihm der Einzug in den Bundestag. Er gewann als Direktkandidat für die CDU den Bundestagswahlkreis Ostholstein – Stormarn-Nord.